# Living Colour
Living Colour er et rock-band fra USA.

## Diskografi
- Vivid (1988)
- Biscuits (1989)
- Time's up (1990)
- Stain (1991)
- Pride (1995)

| Musikgruppe | Spire Denne artikel om en amerikansk musikgruppe er en spire som bør udbygges. Du er velkommen til at hjælpe Wikipedia ved at udvide den. |